# HAL HF-24 Marut
HAL HF-24 Marut – indyjski odrzutowy samolot myśliwsko-bombowy, zbudowany w zakładach Hindustan Aeronautics Limited (HAL).

## Rozwój
Dążąc do uniezależnienia się od zagranicznych producentów w dziedzinie samolotów bojowych, w połowie lat 50. indyjskie dowództwo lotnictwa złożyło zapotrzebowanie na skonstruowanie nowoczesnego wielozadaniowego myśliwca. Do tej pory, indyjskie wytwórnie lotnicze nie miały na koncie wielu własnych konstrukcji, w tym żadnych samolotów odrzutowych. Według ambitnych specyfikacji, nowy samolot miał być zdolny do osiągania dwukrotnej prędkości dźwięku (Ma=2), być zdolny zarówno do działania jako myśliwiec przechwytujący, jak i samolot szturmowy.
Zadanie skonstruowania samolotu powierzono wytwórni Hindustan Aeronautics Limited (HAL) w Bangalore. W 1956, na zaproszenie indyjskie, prace nad samolotem jako główny konstruktor objął Niemiec Kurt Tank (twórca myśliwca Focke-Wulf Fw 190). Prace nad samolotem, nazwanym HF-24 Marut (HF od Hindustan Fighter) rozpoczęły się w 1956.
17 czerwca 1961 oblatano pierwszy prototyp samolotu, w październiku 1962 dołączył do niego drugi prototyp. Na dalszy los samolotu wpłynęły jednak problemy z wyborem silników. Początkowo planowano użycie brytyjskich nowo projektowanych silników odrzutowych Orpheus BOr 12 z dopalaniem, o ciągu 3705 kg. Kiedy w Wielkiej Brytanii program silnika BOr 12 został jednak wstrzymany, hinduskie lotnictwo zrezygnowało z samodzielnego jego finansowania. Samolot HF-24 dostosowano do słabszych silników Orpheus 703 o ciągu 2200 kg, jako planowane rozwiązanie przejściowe. Indyjski rząd zamówił początkowo 18 samolotów przedprodukcyjnych i 62 pierwszej serii.
Dwa pierwsze przedprodukcyjne samoloty zostały przekazane indyjskiemu lotnictwu 10 maja 1964, w dalszym ciągu jednak służyły do testów systemów i uzbrojenia. Z uwagi na słabsze niż zakładane osiągi samolotu, spowodowane zastosowaniem słabszych silników, indyjskie lotnictwo ostatecznie zdecydowało przeznaczyć samolot do roli samolotu myśliwsko-bombowego. Samolot był w stanie jedynie na maksymalnej prędkości przekroczyć nieznacznie prędkość dźwięku (prędkość ok. 1,02 Ma). W związku ze zmianą przeznaczenia, z konstrukcji wyeliminowano radar do wykrywania celów powietrznych i zrezygnowano z pocisków rakietowych powietrze-powietrze.
Pierwszy seryjny samolot w wersji Mk 1 wzniósł się w powietrze 15 listopada 1967. W 1970 opracowano dwumiejscowy wariant szkolno-treningowy HF-24 Mk 1T, do przeszkolenia pilotów, który wszedł do produkcji od 1975. Wyprodukowano łącznie 147 seryjnych samolotów Marut, w tym 129 Mk 1 i 18 Mk 1T.
Prowadzono próby dalszego rozwoju konstrukcji i zastosowania różnych silników o większej mocy, m.in. Helwan E300 (w wariancie Mk 1BX) i Tumański RD-9F. W wariantach Mk 1A i Mk 1R testowano warianty silników Orpheus 703 z dopalaniem, lecz katastrofa jednego z prototypów Mk 1R opóźniła ten program. Projektowano też wariant z silnikami Turbomeca Adour o oznaczeniu Marut Mk 2. W końcu, w latach 80. zapotrzebowanie indyjskiego lotnictwa zostało wypełnione przez zagraniczne samoloty szturmowe SEPECAT Jaguar, MiG-23BN i MiG-27, co zakończyło program Maruta. Żaden z wariantów z silnikami o większym ciągu nie wszedł do produkcji. Marut był jedynym samolotem bojowym indyjskiej konstrukcji, aż do rozwijanego obecnie projektu lekkiego myśliwca HAL LCA.

## Użycie
Samoloty Marut weszły na uzbrojenie trzech dywizjonów lotnictwa indyjskiego. Pierwszy wyposażono w nie 10. dywizjon w kwietniu 1967, następnie 220. w 1969 i 31. w 1974.
Maruty 10. i 220. dywizjonu zostały użyte bojowo podczas wojny indyjsko-pakistańskiej w 1971. Pierwsze akcje bojowe Marutów miały miejsce 4 grudnia 1971. W ciągu następnych dni, aż do zakończenia wojny 17 grudnia, samoloty te były intensywnie używane bojowo. Loty ich odbywały się na niskim pułapie, polegały na bombardowaniu pakistańskich lotnisk i umocnień oraz atakach rakietami na pakistańskie wojska i kolumny pojazdów. 7 grudnia podczas akcji, Marut zestrzelił pakistański myśliwiec F-86 Sabre. Do starć z Sabrami dochodziło jeszcze kilkakrotnie, lecz bez rezultatów.
Cztery samoloty utracono na skutek ognia przeciwlotniczego. 11 grudnia dwa Maruty zostały zniszczone na lotnisku przez myśliwce Lockheed F-104 Starfighter. Co najmniej w trzech wypadkach Maruty powróciły na lotnisko z uszkodzonym jednym silnikiem, dowodząc odporności konstrukcji. Samoloty Marut wycofano z lotnictwa indyjskiego w latach 1980–1985.
Marut był udaną konstrukcją, jednakże jego niedostatkiem było zastosowanie za słabych silników, przez co samolot miał osiągi niewiele lepsze od używanego już w indyjskim lotnictwie starszego brytyjskiego Hawker Huntera. Samolot był oceniany jako łatwy i stabilny w pilotażu oraz mający bardzo dobrą manewrowość. Wyróżniała go elegancka, smukła, czysta aerodynamicznie sylwetka. Do 1970 samoloty te borykały się z problemami "wieku dziecięcego", w tym z niską produkcją części zamiennych, lecz później problemy te zostały przezwyciężone i samoloty osiągnęły wysoki poziom operacyjności.

## Opis techniczny
Metalowy dolnopłat konstrukcji półskorupowej o układzie klasycznym, skonstruowany częściowo z uwzględnieniem reguły pól. Smukłe skrzydła o skosie 45°, usterzenie klasyczne skośne. Stałe wloty powietrza po bokach kadłuba. Kabina pilota w nosie kadłuba, z osłoną odsuwaną do tyłu, wyposażona w fotel wyrzucany Martin-Baker Mk S4C. Dwa silniki odrzutowe Orpheus 703 bez dopalacza, o ciągu po 21,6 kN (2200 kg). Zbiorniki paliwa wewnętrzne o pojemności 2962 l; na węzłach podskrzydłowych można było podwieszać dodatkowe zbiorniki po 454 l. Podwozie samolotu trójpodporowe chowane.
Uzbrojenie stałe: cztery działka 30 mm Aden Mk 2 w przedniej części kadłuba (szybkostrzelność 130 strz/min) i chowana wyrzutnia niekierowanych pocisków rakietowych MATRA Type 103, mieszcząca 50 pocisków kaliber 68 mm.
Uzbrojenie podwieszane na 4 węzłach pod skrzydłami o łącznej masie 1814 kg: bomby do 454 kg, zasobniki z napalmem, wyrzutnie niekierowanych pocisków rakietowych Type 116 SNEB lub T10.

## Dane techniczne

### Charakterystyki
- długość: 15,87 m
- rozpiętość: 9,0 m
- wysokość: 3,6 m
- powierzchnia skrzydeł: 27,74 m²
- masy:
  - masa własna: 6195 kg
  - masa całkowita: 8950 kg
  - masa maksymalna startowa: 10908 kg
  - obciążenie powierzchni skrzydeł: kg/m²

### Osiągi
- prędkość maksymalna: 1149 km/h (na poziomie morza)
- prędkość przelotowa: km/h
- pułap: 13 750 m
- zasięg: 800 km